# Philadelphia Eagles
Philadelphia Eagles är ett professionellt amerikansk fotbollslag från Philadelphia i Pennsylvania i USA som spelar i National Football League (NFL) som medlemmar i National Football Conference (NFC) East Division. Hemmamatcherna spelas på Lincoln Financial Field som har en kapacitet på 69 596 åskådare.
Klubben etablerades 1933 som en ersättning för konkursdrabbade Frankford Yellow Jackets då en grupp ledd av Bert Bell säkrade rättigheterna till en NFL-klubb i Philadelphia. Sedan bildandet har Eagles spelat i slutspelet 30 gånger, vunnit 15 divisionstitlar (inklusive tolv i NFC East), medverkat i fyra NFL-finaler före sammanslagningen med American Football League (AFL) 1970 och vunnit tre av dem (1948, 1949 och 1960), samt spelat i fem Super Bowls där de vunnit Super Bowl LII efter vinst mot New England Patriots och Super Bowl LIX efter vinst mot Kansas City Chiefs.

## Historia
Philadelphia Eagles etablerades den 9 juli 1933 som ersättare till Frankford Yellow Jackets då Bert Bell och Lud Wray säkrade rättigheterna till ett NFL-lag i Philadelphia. Under denna tidsperiod led USA av den stora depressionen (1929–1939), vilket ledde till att Bell valde att döpa laget till Eagles för att hedra det så kallade Blue Eagles, en symbol som tillhörde National Recovery Act, vilket var en del av president Franklin D. Roosevelts New Deal. På grund av USA:s inblandning i andra världskriget 1943 skickades flera män ut till krig, vilket i sin tur ledde till att Philadelphia Eagles och Pittsburgh Steelers slogs ihop till ett lag för att öka antalet spelare i NFL. Laget fick namnet "Steagles", men efter endast en säsong splittrades klubbarna och gick tillbaka till att vara två separata lag.

## Hemmaarena
- Baker Bowl (1933–1935)

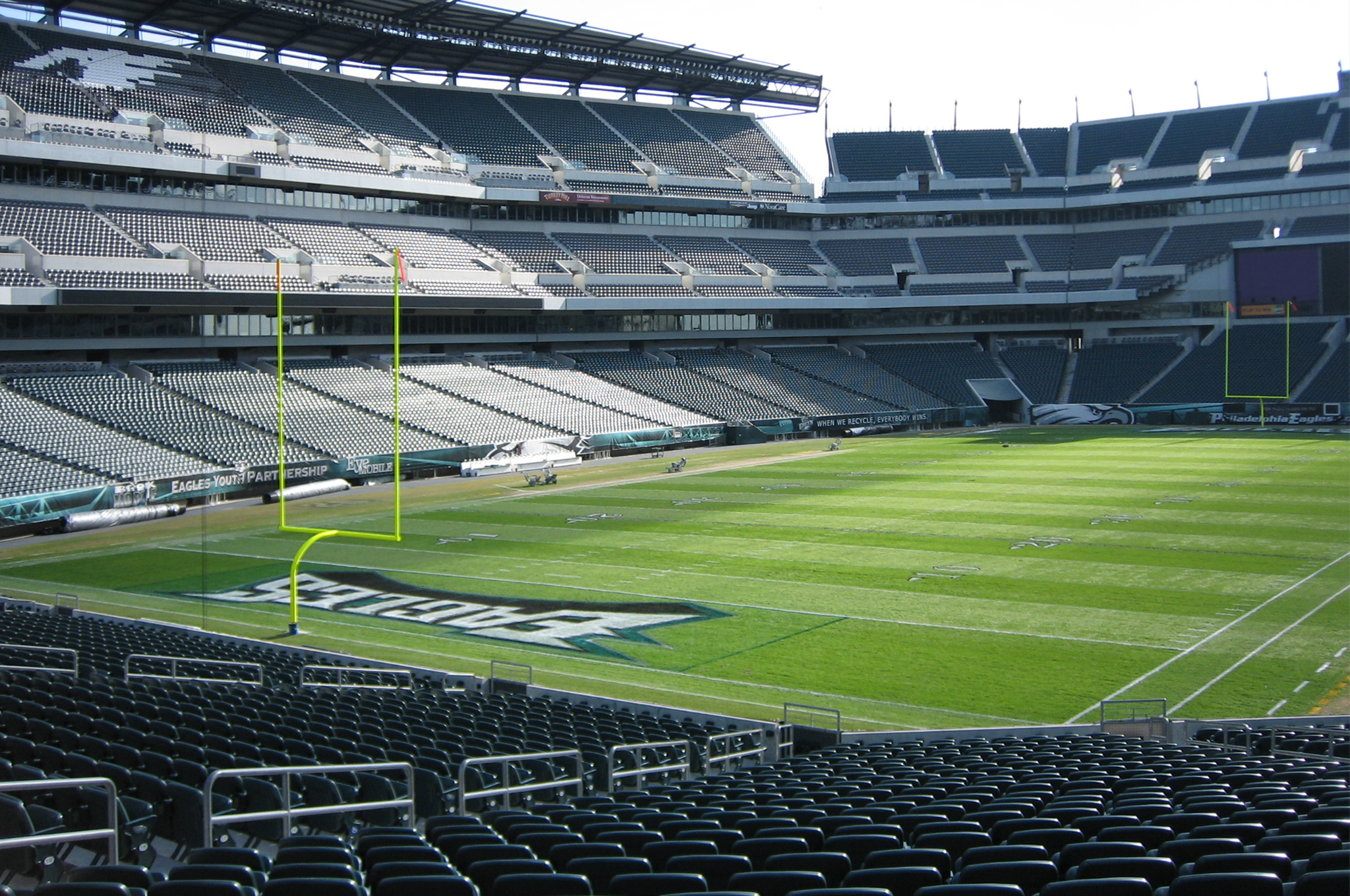
Lincoln Financial Field – Philadelphia Eagles hemmaplan sedan 2003.

- Philadelphia Municipal Stadium (1936–1939, 1941)
- Shibe Park (1940, 1942–1957)
- Franklin Field (1958–1970)
- Veterans Stadium (1971–2002)
- Lincoln Financial Field (2003–)

Eagles spelar sina hemmamatcher på Lincoln Financial Field som har en kapacitet på 65 596 åskådare och invigdes 2003. Arenan är belägen i södra Philadelphia och är en del av South Philadelphia Sports Complex, som är en sportanläggning där i stort sett alla Philadelphia-lag har sina hemmaarenor. Lincoln Financial Field rankas oftast som en av de topp tio bästa i NFL. Arenan är också hemmaarena för college-laget Temple Owls.
Eagles har spelat sina hemmamatcher på sammanlagt sex olika arenor. Den allra första var Baker Bowl, som klubben delade tillsammans med baseboll-laget Philadelphia Phillies. Därefter spelade laget på Philadelphia Municipal Stadium säsongerna 1936–1939 och 1941 och Shibe Park säsongerna 1940 och 1942–1957. Inför säsongen 1958 flyttade laget till sin första renodlade arena för amerikansk fotboll, Franklin Field. Dessförinnan hade laget under hela sin dåvarande historia delat hemmaarena med Phillies. Eagles stannade i 13 år på Franklin Field innan klubben flyttade till nybyggda Veterans Stadium, där man återigen delade hemmaarena med Phillies. Eagles spelade 32 år på Veterans Stadium innan den stängdes 2003 och revs året därpå.

## Matchställ

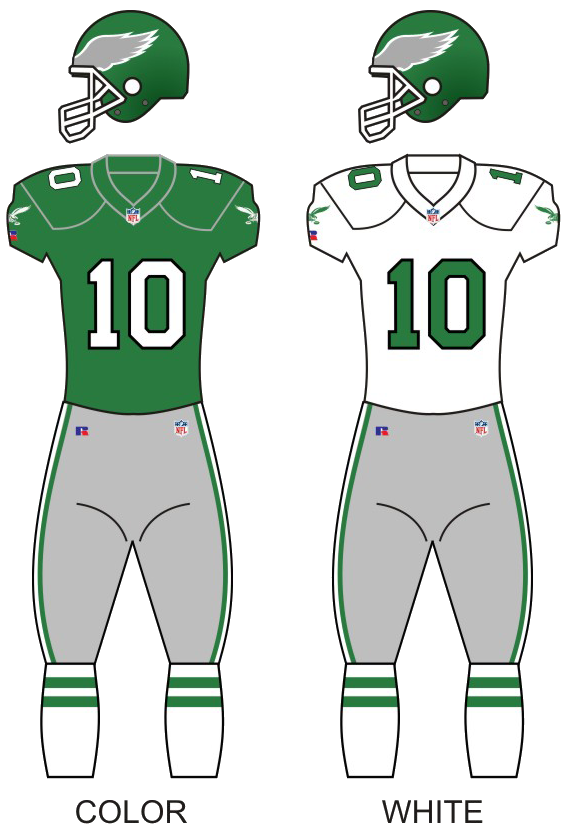
Philadelphia Eagles dräkter som laget bar från 1985 till 1995.

Valet att använda en örn som klubbmärke kom som en hyllning till USA:s dåvarande president Franklin D. Roosevelts reformprogram New Deal, som lanserades med början 1933 för att stoppa arbetslösheten i landet, vilket hade en blå örn som utmärkelsetecken.
För säsongerna 1933 och 1934 var Eagles färger ljusblå och gul. 1935 lade de till grönt till sina uniformer och under flera decennier var deras färger grön, silver och vit. 1954 blev Eagles, tillsammans med Baltimore Colts, det andra laget någonsin i NFL att sätta sitt klubbmärke på sina hjälmar, med silvervingar på en grön hjälm.
- Hemma: Jadegrön tröja med vit text, vita byxor med svart/gröna revärer
- Borta: Vit tröja med grön text, jadegröna byxor med svart/vita revärer
- Hjälm: Jadegrön med vita örnvingar på sidorna

## Supportrar

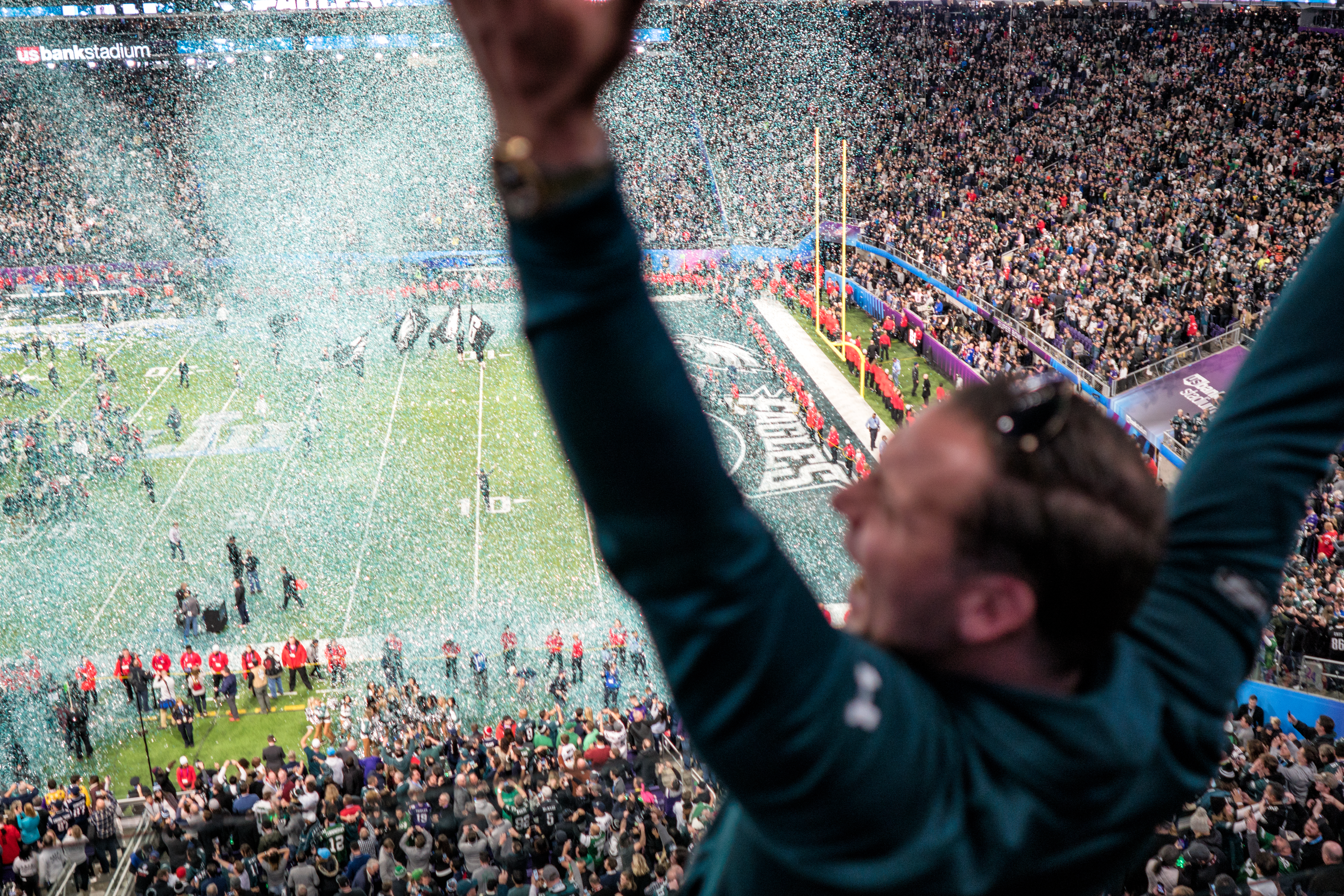
Eagles fans firar i samband med att laget vunnit klubbens första Super Bowl-titel säsongen 2017.

Studier som rankar de 32 NFL-lagens supporterskaror menar att Eagles-fans är bland de bästa i ligan. Tidningen American City Business Journals, som genomför regelbundna studier för att bedöma de mest lojala fansen i NFL, rankade Eagles fans på tredje plats både 1999 och 2006. I studien från 2006 skrev tidningen att supportrarna är "otroligt lojala" och noterade att Eagles har fyllt 99,8 % av sin arenakapacitet det senaste decenniet. Forbes rankade 2008 Eagles fans som de mest lojala i NFL.
Studierna noterar även att oavsett om Eagles har vunnit eller förlorat så kommer det på nästkommande hemmamatch fortfarande att vara lika mycket folk i publiken som på den föregående matchen. I augusti 2008 hade laget sålt ut 71 matcher i rad, och ytterligare 70 000 fans stod på Eagles väntelista för säsongskort. Trots att laget bara var 6–10 under säsongen 2005, rankades Eagles tvåa i NFL när det gällde försäljning och matchbiljetter. Biljetterna till Eagles hemmamatcher säljes allt som oftast slut minuterna efter det att de släpps.

## Mästerskapsvinster
- 5 (1948, 1949, 1960, 2017, 2025)

### Super Bowl
- Nummer XV 1980 med förlust mot Oakland Raiders
- Nummer XXXIX 2004 med förlust mot New England Patriots
- Nummer LII 2017 med vinst mot New England Patriots
- Nummer LVII 2022 med förlust mot Kansas City Chiefs
- Nummer LIX 2025 med vinst mot Kansas City Chiefs

## Svenska spelare
- Ove Johansson (två matcher 1977)[11]